# Claes Jancke
Claes Jancke, döpt 19 juli 1696 i Hedvigs församling, Norrköping, begravd 21 april 1761 Hedvigs församling, Norrköping, var en svensk borgmästare i Norrköpings stad. Bror till borgmästaren i Linköping Johan Jancke.
Han var son till handelsmannen Peter Jancke (-1711) i Norrköping. Han blev en av stadens 24 äldste 1724, rådman 1728 och justitieborg-mästare 1758 i Norrköping. När han begravs står det att han endast blev 64 år, 9 månader och 22 dagar gammal.